# Вилла «Подсолнух»
Вилла «Подсолнух» (итал. Villa Girasole) — вилла, построенная итальянским инженером Анджелло Инверницци недалеко от Вероны в 1929—1935 годах. Название здания связано с тем, что оно вращается за солнцем, как и подсолнух.
Жилой дом в стиле модернизма, памятник архитектуры. Совершает оборот на 360 градусов за 9 часов 20 минут. По замыслу Инверницци вилла, словно подсолнух, поворачивалась вслед за солнцем по трём кругам рельс на 15 колёсах. На первом этаже здания находится столовая, музыкальная комната, кабинеты супругов Инверницци; кухня, кладовая и туалеты расположены возле центральной башни, а спальни находятся на втором этаже. Поворотный механизм находился в 8-этажной башне, напоминающей маяк. В настоящее время здание не вращается. Мотор дома работает на дизеле.